# Futures Vedettes
Pour plus de détails, voir Fiche technique et Distribution.
Futures Vedettes est un film français réalisé par Marc Allégret et sorti en 1955.
Le film se déroule dans une école d’art, entre les cours de chant, danse et piano, les élèves se débattent avec les affres du passage à l’âge adulte. Deux élèves chanteuses s’éprennent de leur professeur de chant. Mais ce dernier est marié.

## Synopsis
Autriche, 1955. tous les élèves du Conservatoire de musique et de danse de Vienne n’ont d’yeux que pour leur beau professeur de chant, le ténor Éric Walter (Jean Marais) ; les garçons l’admirent et les filles sont toutes amoureuses de lui. Deux d’entre elles, Sophie et Elis, sont plus particulièrement éprises, rêvant de le conquérir bien qu’il soit déjà marié.
Éric vit séparé depuis quelque temps de sa femme Marie Koukowska-Walter (Denise Noël), une célèbre cantatrice qui ne songe qu'à son art. Lui, c’est un mari malheureux, faible, qui se console dans les bras de ses maîtresses, mais qui court vers sa femme dès qu’elle lève le petit doigt.
D’abord, prêtant peu d’attention à ces enthousiasmes juvéniles, car on n’est pas sérieux quand on a dix-huit ans, Éric ne peut plus résister, au cours de leçons particulières de chant à son domicile, à la ravissante et sensuelle apprentie danseuse et chanteuse, Sophie Dimater (Brigitte Bardot), habillée d’une jupe serrée et de pulls qui ont bien du mal à dissimuler une poitrine provocante. Elle possède véritablement la beauté du diable. Ils finissent par devenir amants occasionnels dans un climat d’affrontement permanent car Éric vit mal la séparation d'avec son épouse à laquelle il reste toujours profondément attaché, malgré les soins attentifs de son dévoué valet (Mischa Auer).
Elis Petersen (Isabelle Pia), l’autre élève, elle aussi éperdument amoureuse du professeur, est, de caractère, à l’opposé de Sophie. Élève de piano et de chant, Elis, une jeune fille très blonde, douce et diaphane, hypersensible, est un personnage romanesque. Son père sculpteur (Edmond Beauchamp), égoïste et solitaire, est fou de son art ; sa mère est alitée, gravement malade. Et lorsque cette dernière meurt, Elis croit, un moment, avoir gagné l'affection de son professeur bouleversé par sa beauté, sa simplicité et le climat de paix si agréable à vivre par rapport celui de la volcanique Sophie.
Mais lorsque Éric renoue avec son épouse, qui, ayant perdu sa belle voix, ne peut plus interpréter la Tosca et désire reprendre sa place près de son mari, la réaction des deux jeunes filles va être totalement différente.
Quand Elis s'aperçoit de son erreur : « il m’a embrassée alors qu’il ne m’aimait pas », elle est tentée alors, par désespoir, comme une héroïne tragique de mettre fin à ses jours. « La mort est une amie » dit-elle à Clément (Yves Robert), son répétiteur amoureux, qui essaie en vain de la raisonner, et de la dissuader de passer à l’acte.
Au contraire, Sophie, esseulée et triste, après une mémorable crise de nerf, va focaliser son esprit vers la pratique de la danse pour dépasser sa déception. Elle se met aussi à travailler le chant avec ferveur en s’imposant le défi d'être la meilleure à la grande soirée de fin d’année du Conservatoire. Sophie triomphe sur scène, en interprétant avec brio la mort d’Isolde, un extrait de Tristan et Isolde, l’opéra de Richard Wagner, devant un public enthousiaste et en présence du couple Walter, pendant que, très calmement, seule dans une loge, Elis sort son flacon de poison pour l’absorber, fort heureusement intercepté par Clément arrivé à temps.
À la fin du spectacle, Éric et son épouse viennent ensemble féliciter Sophie, pour sa performance qui lui ouvre un grand avenir. Les deux filles se retrouvent heureuses d’être à nouveau réunies, définitivement détachées de ce « vieux » professeur trop âgé pour elles, afin de s’engager sur la voie de la réussite.
De ces différentes épreuves, Éric, reprenant son rôle de professeur d’art lyrique, tire la conclusion que ses élèves, aguerries et mûries par la souffrance, ont gagné leur véritable tempérament d’artiste.

## Fiche technique
- Titre : Futures Vedettes
- Réalisation : Marc Allégret
- Assistant : Pierre Boursaus
- Scénario : Marc Allégret et Roger Vadim d’après le roman de Vicki Baum Der Eingang zur Bühne (Entrée en scène, 1920)
- Dialogues : Roger Vadim, France Roche
- Décors : Raymond Nègre
- Maquillage : Gisèle Jacquin, Alexandre Marcus
- Coiffure : Simone Knapp
- Photographie : Robert Juillard
- Cadrage : Jean Lalier
- Son : Robert Biart
- Montage : Suzanne de Troeye
- Musique : Jean Wiener
- Voix : Jacques Jeansen, Annik Simon
- Chorégraphie : George Reich
- Photographe de plateau : Walter Limot
- Scripte : Odette Lemarchand
- Régisseur : Michel Choquet
- Production : Marc Allégret, Gilbert Cohen-Seat
- Directeur de production : Claude Ganz
- Sociétés de production : Régie du Film (France), Orsay Films (France), Del Duca Films (France)
- Société de distribution : Columbia-Sony Pictures Television[1] (France)
- Studio : Franstudio - Saint Maurice
- Pays The Naked Heart :  France
- Langue originale : français
- Format : noir et blanc — 35 mm — 1,37:1 — son mono
- Genre : comédie dramatique
- Durée : 95 minutes
- Date de sortie : 
  - France : 15 mai 1955
- Classification et visa CNC : mention « tous publics », visa d'exploitation no 16213 délivré le 15 avril 1955

## Distribution
- Jean Marais : Éric Walter
- Brigitte Bardot : Sophie Dimater
- Isabelle Pia : Elis Petersen
- Yves Robert : Clément, pianiste-répétiteur
- Edmond Beauchamp : M. Petersen, le père d’Élis
- Denise Noël : Marie Koukowska-Walter
- Mischa Auer : Berger
- Lila Kedrova : Mme Dimater, la mère de Sophie
- Yvette Étiévant : Mme Petersen, la mère d’Élis
- George Reich : Dick, danseur
- Léon Daubrel : le directeur
- Marcelle Hainia : l'habilleuse
- Alain Nobis : le professeur en médecine
- François Valorbe : König
- Daniel Emilfork : le professeur de violon
- Pierre Duprez
- Georges Baconnet : l'huissier du conservatoire
- Anne Colette : Marion Dimater
- Odile Rodin : Erika
- Guy Bedos : Rudi, violoniste
- Robert Clausse : M. "Prologue"
- Régis Fontenay : Pierre
- Vera Durey
- Claudie Chevallière
- Yva Synkova : Mademoiselle Lukas
- Danièle Heymann : Mademoiselle Pascale
- Mylène Demongeot (créditée "Marielle Demongeot") : la future vedette qui vocalise
- Pascale Audret : (créditée "Pascale Auffrey)")  Mademoiselle Bonnard

Non crédités :
- Jean Wiener : le professeur de piano
- France Roche : la femme du monde
- Roger Vadim : le jeune homme au béret
- Mireille Granelli : Rosine
- Andréa Parisy : la danseuse recousant son chausson

## Tournage
- Période de prises de vue : décembre 1954[2].
- Intérieurs : Studios de Saint-Maurice (Val-de-Marne)[2].
- Extérieurs  tournés à Vienne (Autriche) : Musée Albertina (scène où Sophie et Élis rentrent à la maison), Heldenplatz (scène où Éric dépose Élis en voiture), Académie autrichienne des sciences (extérieurs du « Conservatoire de Vienne » dans le film)[2].
- Marc Allégret fit pression tous les soirs dans les coulisses des Bouffes-Parisiens, où Jean Marais jouait dans La Machine infernale avec Jeanne Moreau, pour que Marais accepte de jouer dans son film aux côtés de Brigitte Bardot[3].
- Brigitte Bardot[4] : « Je tournais Futures vedettes, et côtoyais Jean Marais toute la journée dans ce film au titre plein de promesses. J’avais le rôle d’une future cantatrice. J’ai fait de la danse pendant très longtemps, j’ai un peu appris la comédie, mais alors le chant, c’était zéro pour moi, surtout les roucoulades des sopranos.
Il a fallu que j’apprenne à mettre la bouche en chemin d’œuf, à respirer et à prendre des airs de prima donna. Je chantais sur un playback des airs célèbres du répertoire lyrique…
Une fois de plus, j’étais grotesque !
Quand j’avais fini de chanter mes classiques, je jouais des scènes d’amour avec Jean Marais. Il fallait vraiment que je me donne un mal fou pour essayer d’y croire, car Jean ne me donnait pas l’impression d’avoir envie de recommencer ces scènes plusieurs fois de suite. Décidément, entre Jean-Claude Pascal[Note 1] et lui, ma vertu ne risquait rien ! »
- Mylène Demongeot[5] : « Marc Allégret m’a engagée pour interpréter une apprentie chanteuse, au conservatoire, dans la classe de Jean Marais. Une autre de mes vedettes préférées. […] La vedette, c’est la Brigitte Bardot d’avant Et Dieu… créa la femme. […] Elle a un cou de cygne (encore plus long que le mien et ça me réconforte), un port de reine, les pieds en dehors — un corps divin, hyper mince avec de gros seins. Je la vois, je suis verte ! Tout ce que je ne serai jamais ! […] Sa voix est enfantine, lente, très spéciale, tous les mots bien détachés…
Sur le plateau, elle est très sérieuse, très appliquée à bien faire. Elle joue le rôle d’une danseuse, elle. Et elle est très gentille avec moi.
Le scénariste du film, c’est Roger Vadim — le mari de Bardot. Il a une réputation sulfureuse. C’est le grand Satan pour nous, les gamines. (Quand je dis nous ce n’est que moi et celle qui est devenue ma grande copine rencontrée sur le tournage, Danièle Heymann, la future journaliste. À cette époque, mon Dieu, nous sommes aussi godiches l’une que l’autre…). […] Par contre, j’ai le béguin pour un jeune danseur beau comme un dieu, George Reich. Un vrai dessin de Cocteau, blond avec de grands yeux verts effilés. Il ne fait absolument pas attention à moi. Normal. C’est l’ami de cœur de Jean Marais. Pas de chance ! »
- Le film d'Allégret peut être considéré, en quelque sorte, comme le film-fondateur des émissions télévisées à succès du Petit Conservatoire de Mireille[6].

## Autour du film
Dans cette plongée anecdotique dans les coulisses du Conservatoire de Vienne, le grand intérêt de ce film est de reconnaître quelques talents en herbe, de « futures vedettes » : Yves Robert le futur grand cinéaste, Brigitte Bardot (alors épouse de Vadim) pas encore blonde mais déjà très future BB, Mylène Demongeot (encore prénommée Marielle), un jeune premier, en timide violoniste, dénommé Guy Bedos le futur humoristique, la future Pascale Audret (encore nommée Auffray) et aussi Lila Kedrova, la future interprète de la Bouboulina dans le film Zorba le Grec avec Anthony Quinn.
L’Amérique n’a peut-être rien inventé, car vingt-cinq  années après le film de Marc Allegret, sortait sur les écrans, en 1980, Fame le grand  film musical américain d'Alan Parker décrivant l’immense ambition des élèves adolescents à l'école des arts du spectacle, souhaitant tous devenir célèbres. Ils veulent la gloire, elle va s’acquérir à la sueur de leur front.

## Accueil
- Considéré comme « ringard »[Par qui ?], et comme le parfait exemple du film de l'époque morale et rigide de « la France de papa » d'avant Mai 1968, et dont le modèle était déjà rejeté dès le début des années 1960[réf. nécessaire].